# 泽伊内普·森梅兹
泽伊内普·森梅兹（Zeynep Sönmez，2002年4月30日—），土耳其女子网球运动员。截至2024年9月，森梅兹在ITF女子世界网球巡回赛上赢得了4个单打冠军。她代表土耳其比利·简·金杯代表队出战。
2023年6月，森梅兹在荷兰斯海尔托亨博斯举行的罗斯马伦草地网球锦标赛上作为资格赛选手首次亮相WTA巡回赛。她在WTA125卢布尔雅那站首次闯入WTA125决赛，但直落两盘输给玛丽娜·巴索尔斯·里韦拉。
索梅兹以外卡身份参加2024年WTA卡塔尔公开赛，这是她在WTA1000赛事的首秀。随后她通过资格赛获得了参加2024年法国网球公开赛的机会，这是她首次参加大满贯正赛。她是自2017年以来首位参加法网正赛的土耳其女子球员。2024年9月，森梅斯在通过资格赛后，在2024年茉莉网球公开赛上首次进入WTA巡回赛八强，她是自2017年以来首位进入WTA巡回赛八强的土耳其选手。她也是2024年梅里达网球公开赛女子單打冠軍。

## WTA125决赛

### 单打: 1 (亚军)
| 结果 | 胜-负 | 日期      | 巡回赛                        | 场地 | 对手                   | 比分          |
| ---- | ----- | --------- | ----------------------------- | ---- | ---------------------- | ------------- |
| 负   | 0–1   | 2023年9月 | WTA125 卢布尔雅那, 斯洛文尼亚 | 泥地 | 玛丽娜·巴索尔斯·里韦拉 | 0–6, 6–7(2–7) |